# Sains-en-Gohelle
Sains-en-Gohelle é uma comuna francesa na região administrativa de Altos da França, no departamento de Pas-de-Calais. Estende-se por uma área de 5,73 km². Em 2010 a comuna tinha 6 111 habitantes (densidade: 1 066,5 hab./km²).